# غارودي (عرقية)
الغارودي، هو مجتمع مسلم يتواجد في ولاية ماهاراشترا في الهند. وتعرف أيضًا باسم سامباغارودي، وماداري باوريكار وغار.

## الاصل
الغارودي تعود اصولهم إلى الجماعة الطبقية مداري فقير (إحدى طبقات شعوب الدوم). ويتواجدون في مناطق كولهابور، وسانجالي وبيون. يتحدثون اللهجة الداخانية من للغة الأوردو، كما أن معظمهم يتحدثون أيضا اللغة المهاراتية.